# Вольфганг Тірзе
Вольфганг Тірзе (нім. Wolfgang Thierse) — німецький політик, член Соціал-демократичної партії (СДП). З 1998 по 2005 рік він обіймав посаду 11-го президента Бундестагу.
Тірзе народився в Бреслау (Вроцлав у сучасній Польщі). Він римо-католик і виріс у Східній Німеччині. Після отримання рівня A він спочатку працював верстальником у Веймарі. Потім вивчав німецьку мову та літературу в Університеті Гумбольдта в Берліні, де був активним членом католицької студентської громади. Він також став науковим співробітником кафедри теорії культури/естетики університету. У 1975–76 роках працював у Міністерстві культури Німецької Демократичної Республіки. Але коли він приєднався до протестів проти видворення з НДР автора пісень і дисидента Вольфа Бірмана, то втратив роботу. З 1977 по 1990 рік Тірзе працював науковим співробітником Центрального інституту історії літератури Академії мистецтв і наук НДР. Був одним із редакторів «Історичного словника естетичних концепцій».